# Державний лад Домініки
Домініка — незалежна держава, парламентська демократія, член Співдружності націй.

## Виконавча влада
Глава держави — президент Домініки, обирається парламентом (що складається з 32 депутатів, 21 — обираються загальним голосуванням, 9 — призначаються, 2 — особливі посади). 
Виконавча влада належить уряду — кабінету міністрів. На чолі його стоїть Прем'єр-міністр. На цю посаду зазвичай призначається після виборів лідера партії або коаліції.
Виконавча влада здійснюється урядом на чолі з прем'єр-міністром, якого призначає президент.

## Законодавча влада
Законодавча влада належить однопалатному парламенту.

## Судова влада
Верховний суд — Східнокарибський Верховний Суд (Eastern Caribbean Supreme Court), вищий судовий орган для Організації Східнокарибських держав (ОЕСР), включаючи шість незалежних держав: Антигуа і Барбуда, Співдружність Домініка, Гренада, Сент-Кітс і Невіс, Сент-Люсія, Сент-Вінсент і Гренадини та три британських Заморські території (Ангілья, Британські Віргінські Острови та Монтсеррат). Він має необмежену юрисдикцію в кожній державі-члені. Був заснований у 1967 році.